# Hypsicera

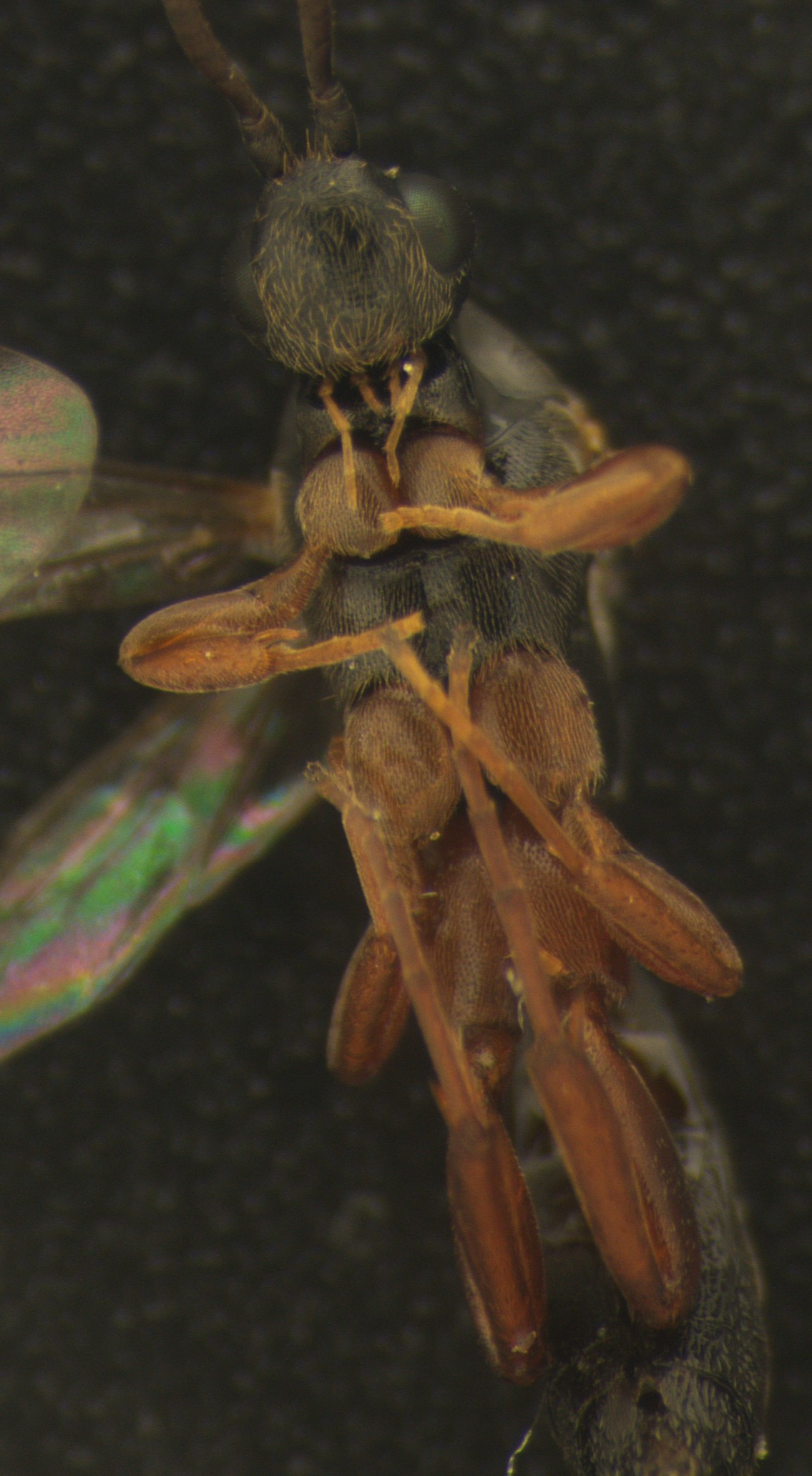
Hypsicera femoralis: Ventralansicht

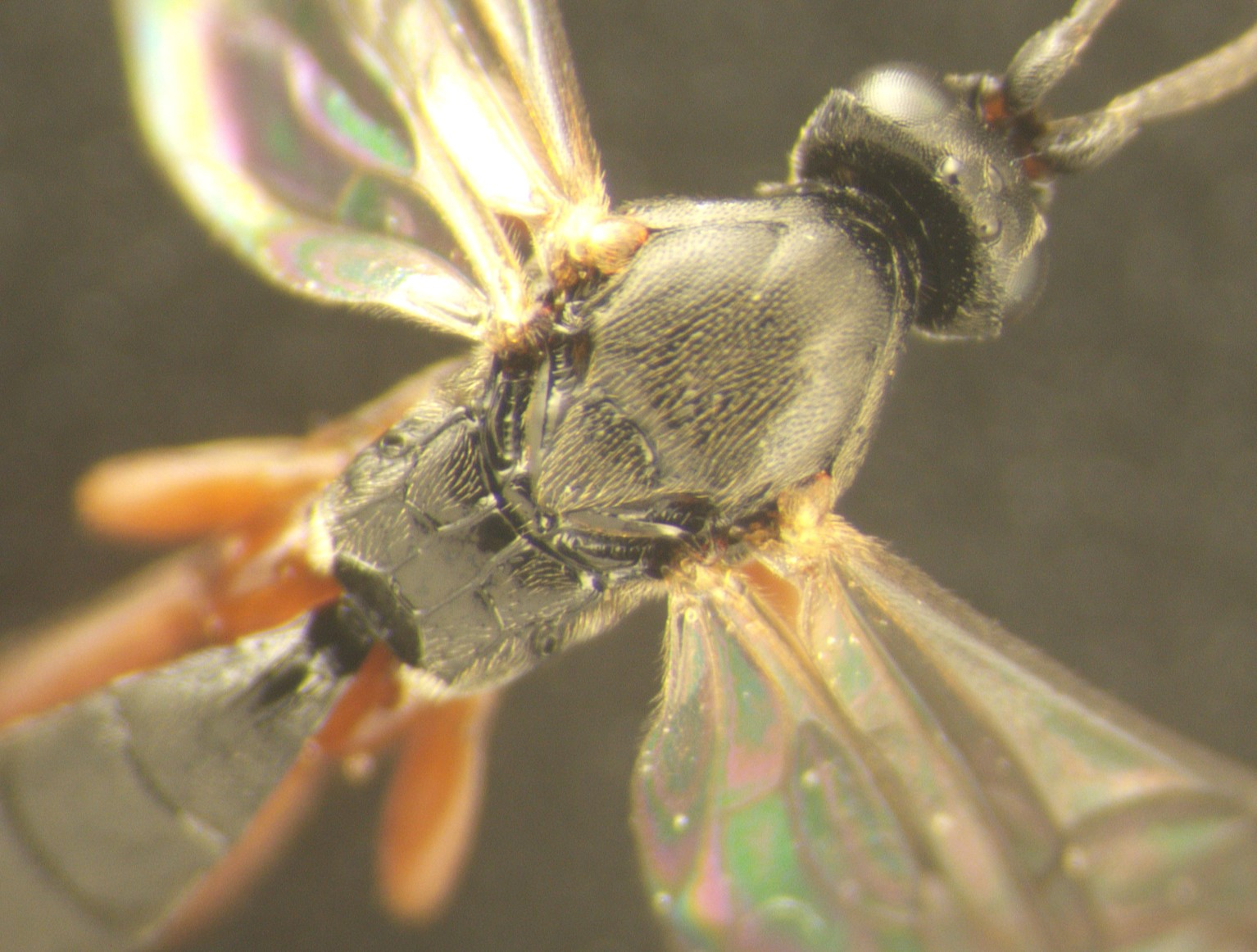
Hypsicera femoralis: Dorsalansicht von Thorax und Hinterkopf

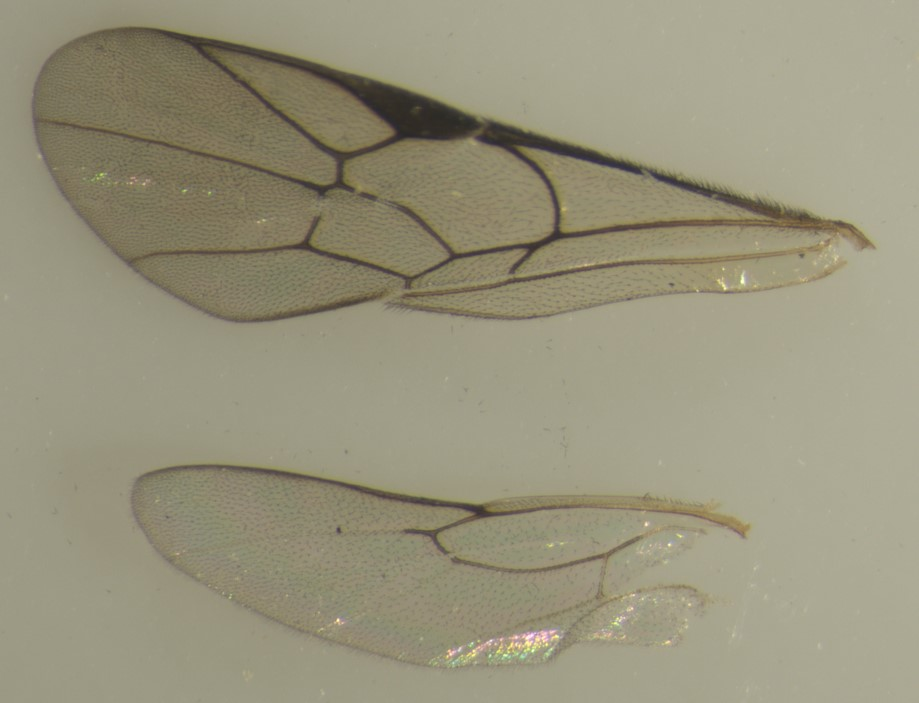
Flügel von Hypsicera femoralis

Hypsicera ist eine Schlupfwespen-Gattung aus der Unterfamilie der Metopiinae. Sie wurde von dem französischen Entomologen Pierre André Latreille im Jahr 1829 eingeführt. Typusart ist Ichneumon femoralis.

## Merkmale
Die Schlupfwespen der Gattung Hypsicera besitzen eine Länge von weniger als 10 mm. Im Gegensatz zu anderen Gattungen weisen die Vorderflügel kein Areolet (kleine geschlossene Zelle) auf. Außerdem ist für die Gattung folgendes Merkmal charakteristisch: Der Kopf fällt unmittelbar hinter den hinteren Ocelli (Punktaugen) senkrecht ab. Gesicht und Clypeus sind transversal stark gewölbt. Der untere Zahn der Mandibeln ist wesentlich kürzer als der obere. Die fadenförmigen Fühler können unterschiedlich lang ausgeprägt sein. Das Scutellum ist schwach gewölbt ohne einen Längskiel. Die Schlupfwespen besitzen kräftige Beine. Die Sporne der mittleren Tibien sind etwa gleich lang. Das erste Tergit ist am basalen Ende ziemlich schmal. Die Bohrerklappen der Weibchen sind sehr kurz und überragen nicht das Hinterleibsende.

## Verbreitung
Es gibt etwa 63 beschriebene Arten (Stand 2016), die der Gattung Hypsicera zugeordnet werden. Die Gattung ist kosmopolitisch verbreitet. In Europa ist sie mit 7 Arten vertreten, in der östlichen Paläarktis sind mittlerweile 17 Arten bekannt.

## Lebensweise
Die Vertreter der Gattung Hypsicera sind hauptsächlich koinobionte Endoparasitoide von Schmetterlingsraupen. Als Wirtsfamilien werden u. a. genannt: Gelechiidae, Pyralidae, Tineidae, Tortricidae und Yponomeutidae.

## Arten
Im Folgenden eine Liste von Arten der Gattung Hypsicera und deren Verbreitungsgebiet.
- Hypsicera anglica (Schmiedeknecht, 1925) – Europa, Naher Osten, Orientalis[1]
- Hypsicera curvator (Fabricius, 1793) – Europa, Island, Kanaren, Madeira, Nordafrika, Nordamerika[1]
- Hypsicera ecarinata Tolkanitz, 1986 – Ukraine[1]
- Hypsicera eriplanator Aubert, 1969 – Schweiz[1]
- Hypsicera femoralis (Geoffroy, 1785) – kosmopolitisch[1]
- Hypsicera flaviceps (Ratzeburg, 1852) – Europa[1]
- Hypsicera nelsonensis Berry, 1990 – Neuseeland[3]
- Hypsicera subtilitor Aubert, 1969 – Großbritannien, Frankreich, Italien[1]